# Канадська тихоокеанська залізниця
Кана́дська тихоокеа́нська залізни́ця (англ. Canadian Pacific Railway (CPR), між роками 1968—1996: CP Rail)  Канадська залізниця, заснована у 1881; штаб-квартира у Калгарі, Альберта. Канадська Північна залізниця (CNoR) була створена в 1905 році. 
Загальна довжина залізничних колій: 22 500 км. Мережа залізниць у Канаді сягає від Монреаля до Ванкувера, у США — до Міннеаполіса, Чикаго та Нью-Йорка.

## Історія
Разом з Канадською Конфедерацією створення Канадської Тихоокеанської залізниці було завданням, спочатку як Національна мрія та взяв на себе консервативний уряд прем'єр-міністра Джона А. Макдональда (1-е міністерство Канади). Йому допоміг Олександр Тилло-Галт, який був власником North Western Coal and Navigation Company. Британська Колумбія, чотиримісячна морська подорож від Східного узбережжя, наполягала на тому, щоб наземне транспортне сполучення зі Сходом було умовою для приєднання до Конфедерації (спочатку вимагали вагонну дорогу).
Після Другої світової війни транспортна галузь Канади змінилася. Там, де раніше залізниці забезпечували майже універсальні вантажні та пасажирські послуги, автомобілі, вантажівки та літаки почали відсторонювати потоки від залізниць. Це, природно, допомогло авіаційним та вантажним операціям CPR, а вантажні операції на залізниці продовжували процвітати, забезпечуючи транспортування ресурсів і насипних товарів. Проте пасажирські потяги швидко стали збитковими. Протягом 1950-х років залізниця запровадила нові інновації в обслуговуванні пасажирів. У 1955 році він представив The Canadian, новий розкішний трансконтинентальний поїзд. Однак у 1960-х роках компанія почала виходити з пасажирських перевезень, припиняючи обслуговування багатьох своїх гілок. Він також припинив випуск вторинного трансконтинентального поїзда «Домініон» у 1966 році, а в 1970 році безуспішно подав заявку про припинення виробництва The Canadian. Протягом наступних восьми років він продовжував подавати заяву про припинення надання послуг, і обслуговування на The Canadian помітно скоротилося. 29 жовтня 1978 року CP Rail передала свої пасажирські послуги Via Rail, новій федеральній корпорації, яка відповідає за управління всіма міжміськими пасажирськими перевезеннями, які раніше виконували як CP Rail, так і CN. В кінцевому підсумку Via зняла майже всі свої пасажирські потяги, включаючи The Canadian, з ліній.

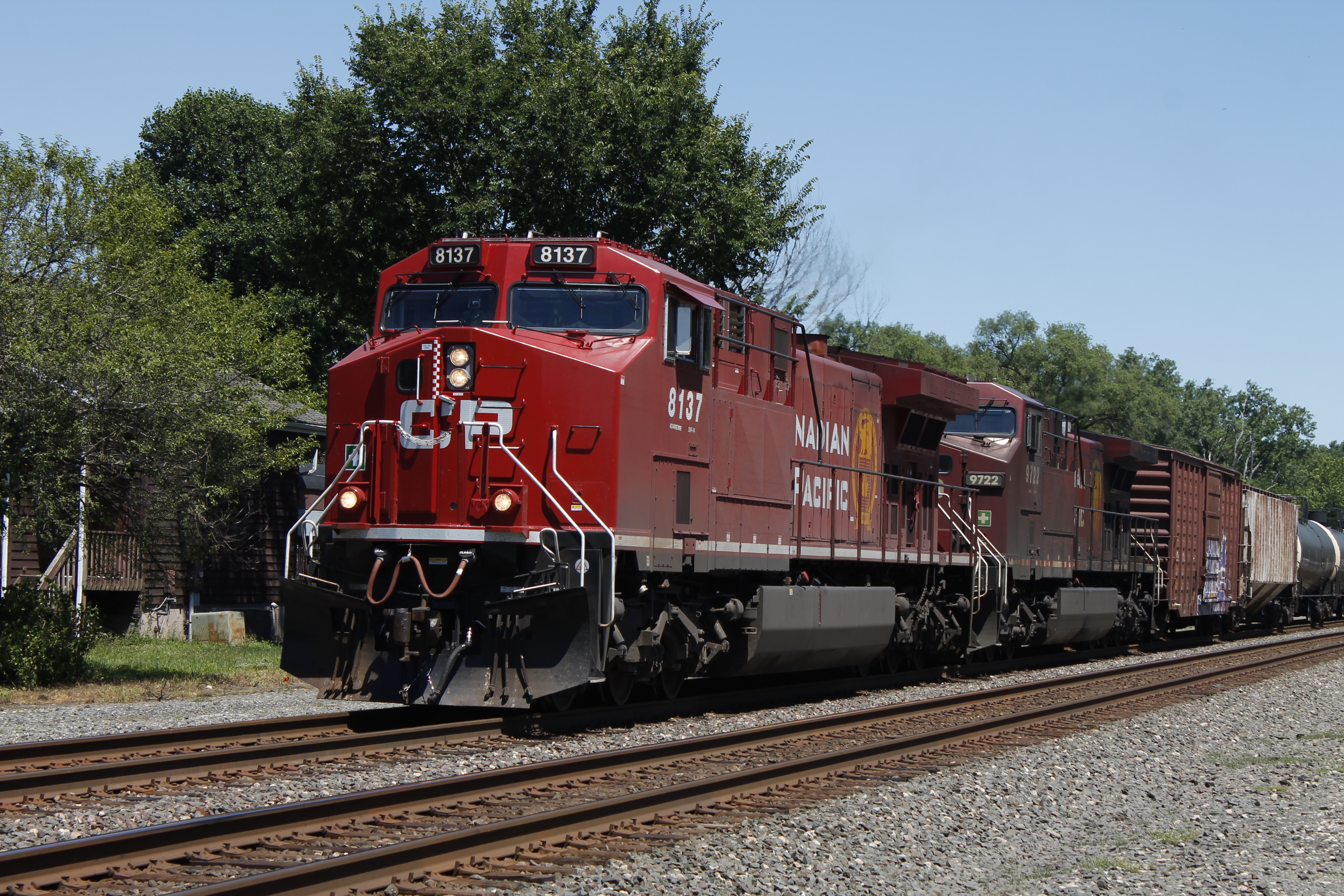
GE AC44C6M в Честертоні, Індіана

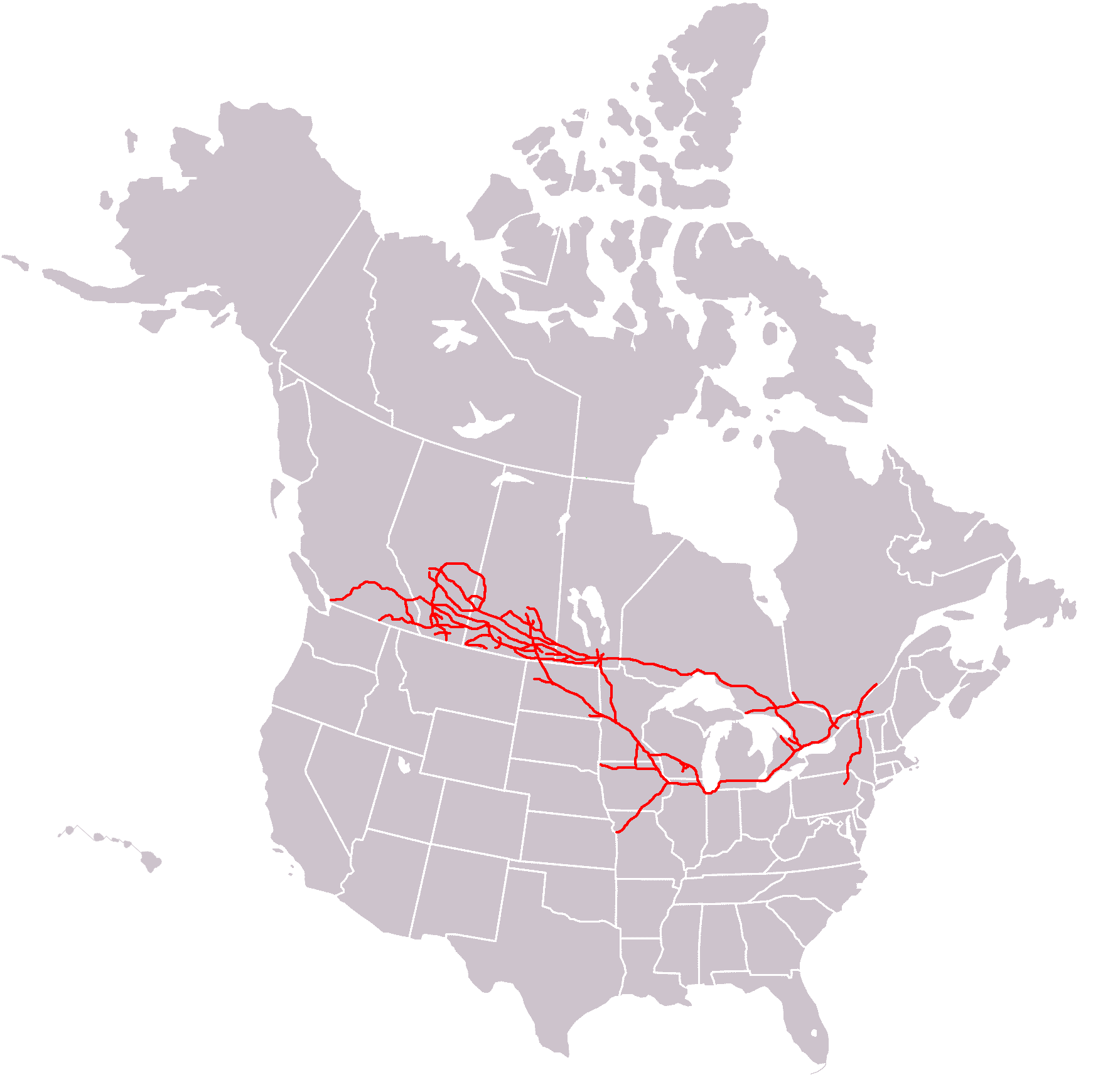
Схема залізниці